# سیارک ۴۲۴۴
سیارک ۴۲۴۴ (به انگلیسی: 4244 Zakharchenko، نامگذاری:1981TO3) چهار هزار و دویست و چهل و چهارمین سیارک کشف شده‌است که در ۷ اکتبر ۱۹۸۱ کشف شد.
قدر مطلق سیارک برابر ۱۲٫۴۰ است.